# 林佛樹
林佛樹（1902年—1984年），臺北萬華人，臺灣日治時期報人，曾任《臺灣新民報》經濟版主筆、《民報》的共同發起人。

## 生平
林佛樹為關西大學經濟科的畢業生，1931年回臺後前往臺灣新民報社工作，該社改為興南新聞社後，任廣告部社員兼部長及出版部部長。二戰過後成立報社《臺灣經濟日報》，專門報導經濟糧食的行情，發行量不超過一千份，流通範圍僅有臺北地區。1956年，林佛樹因轉任中興大學法商學院教師遷出位於萬華處理杉木的剝皮寮（永興亭）、報社亦結束經營。